# Aloe buhrii
Aloe buhrii ist eine Pflanzenart der Gattung der Aloen in der Unterfamilie der Affodillgewächse (Asphodeloideae). Das Artepitheton buhrii ehrt den Farmer Elias A. Buhr, der die Art entdeckte.

## Beschreibung

### Vegetative Merkmale
Aloe buhrii wächst stammlos, ist sprossend und bildet dichte Klumpen. Die etwa 16 lanzettlich-deltoiden Laubblätter bilden Rosetten. Ihre glauke, rötlich überhauchte  Blattspreite ist 40 Zentimeter lang und 9 Zentimeter breit. Auf der Blattoberfläche befinden sich unregelmäßige, weiße, verlängerte oder H-förmige Flecken. Der hellrote, knorpelige Blattrand ist 1,5 bis 2 Millimeter breit. An ihm sitzen Zähne, die kürzer als 1 Millimeter sind. Die Randzähne stehen 3,5 Millimeter voneinander entfernt oder fließen seitlich ineinander.

### Blütenstände und Blüten

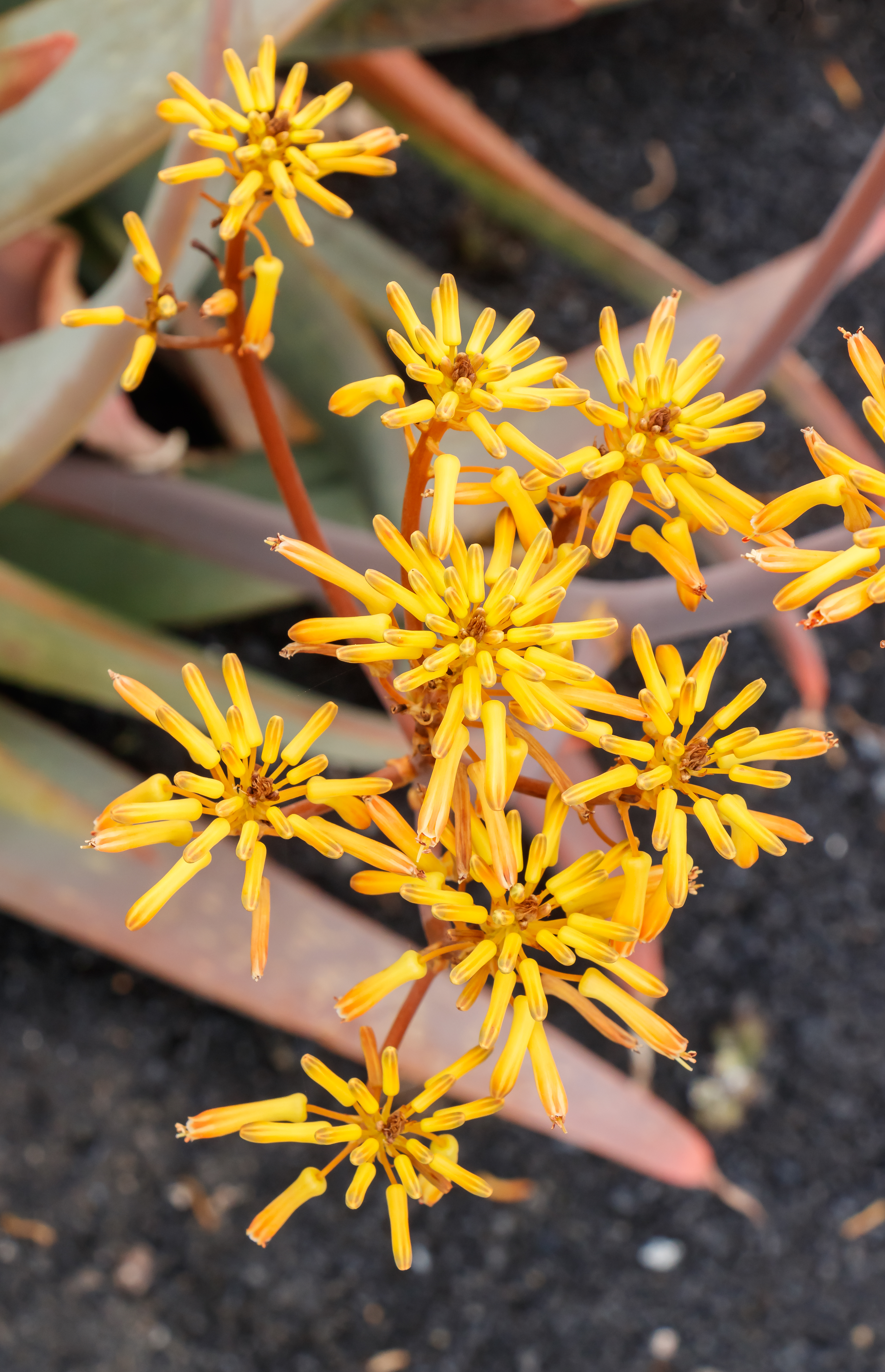

Der Blütenstand besteht aus sieben bis 15 Zweigen, von denen die unteren nochmals verzweigt sind, und erreicht eine Länge von bis zu 60 Zentimeter. Die lockeren Trauben sind fast kopfig. Die gelblichen, deltoid-spitzen Brakteen weisen eine Länge von 5 bis 10 Millimetern auf. Die orangeroten Blüten stehen an 20 bis 25 Millimeter langen Blütenstielen. Die Blüten sind 25 bis 27 Millimeter lang und an ihrer Basis gestutzt. Auf Höhe des Fruchtknotens weisen sie einen Durchmesser von 6 Millimeter auf. Darüber sind sie abrupt auf 4 Millimeter verengt und schließlich zur Mündung hin erweitert. Ihre äußeren Perigonblätter sind auf einer Länge von 6 bis 7 Millimeter nicht miteinander verwachsen. Die Staubblätter und der Griffel ragen 3 bis 6 Millimeter aus der Blüte heraus.

## Systematik und Verbreitung
Aloe buhrii ist in der südafrikanischen Provinz Nordkap im Karroid Veld auf Schiefer sowie isolierten Hügelspitzen in Höhenlagen von etwa 650 Metern verbreitet.
Die Erstbeschreibung durch John Jacob Lavranos wurde 1971 veröffentlicht.

## Nachweise